# Luttenbach-près-Munster
Luttenbach-près-Munster je občina v departmaju Haut-Rhin francoske regije Alzacija.
Leta 1990 je v občini živelo 717 oseb oz. 91 oseb/km².